# Tanyproctus tuniseus
Tanyproctus tuniseus är en skalbaggsart som beskrevs av Baraud 1979. Tanyproctus tuniseus ingår i släktet Tanyproctus och familjen Melolonthidae. Inga underarter finns listade i Catalogue of Life.